# Ас-Сольх, Риад
Риад ас-Сольх (араб. رياض الصلح‎; 1894 — 17 июля 1951) был первым премьер-министром Ливана после обретения страной независимости.

## Биография
Риад ас-Сольх родился в Сидоне в 1894 году. Его семья относится к известному суннитскому южноливанскому землевладельческому роду. Его отцом был Реда ас-Сольх, вице-губернатор в Набатие и в Сайде и известный арабский националистический лидер. Реда ас-Сольх был осуждён османским судом в 1915 году и выслан в Измир в Османской империи. Затем он служил в качестве губернатора Османской империи в Салониках. Он также занимал пост министра внутренних дел в правительстве эмира Фейсала в Дамаске.
Риад ас-Сольх изучал право и политологию в университете Сорбонна. Он провел большую часть своей юности в Стамбуле, так как его отец был депутатом парламента Османской империи.

Статуя Риада ас-Сольха стоит в центральном районе города Бейрута

Риад ас-Сольх занимал пост премьер-министра Ливана дважды. Его первый срок был сразу после получения Ливаном независимости (25 сентября 1943 — 10 января 1945). Риад ас-Сольх был выбран президентом Бишарой Аль Хури быть его первым премьер-министром. Сольх и Хури составили и воплотили в жизнь Национальный пакт в ноябре 1943 года, что создало официальные рамки для кооперации различных конфессий в Ливане. Национальный пакт был неписаным джентльменским соглашением. Пакт устанавливал, что президент, премьер-министр и спикер парламента в Ливане должны представлять три основные конфессиональные группы на основе переписи 1932 года, а именно христиан-маронитов, мусульман-суннитов и мусульман-шиитов, соответственно. Во время своего первого срока, Сольха также занимал пост министра поставок и резервов с 3 июля 1944 по 9 января 1945 года.
Сольха вновь стал премьером с 14 декабря 1946 по 14 февраля 1951, снова при президенте Бишаре Аль Хури. Сольха критиковал короля Абдаллу и сыграл значительную роль в признании политическим комитетом Лиги арабских государств палестинского правительства во время его второго срока.

### Покушение
Сольх вышел невредимым из покушения на него в марте 1950. Оно было совершено членом Сирийской социальной националистической партии.
Тем не менее, через несколько месяцев после ухода с поста премьер-министра, он был застрелен 17 июля 1951 года в амманском аэропорту «Марка» членами Сирийской социальной националистической партии. Нападение было совершено тремя вооруженными людьми, убившими бывшего премьера из мести за казнь Антуна Саады, одного из основателей и лидеров партии.

## Личная жизнь
Риад ас-Сольх был женат на Файзе аль-Ябири и имел пять дочерей и сына, Реду, который умер в младенчестве.
Его старшая дочь Алийя ас-Сольх (1935—2007), была продолжателем дела своего отца в борьбе за свободный и безопасный Ливан. Алийя пропагандировала богатое культурное наследие Ливана за границей, до самой её смерти в Париже.
Лала Ламия ас-Сольх (р. 1937) вышла замуж за марокканского принца Мулая Абдаллу, дядю короля Мухаммеда VI. Имеет двух сыновей Мулая Хишама и Мулая Исмаила и дочь.
Муана ас-Сольх ранее была замужем за саудовским принцем Талалом бин Абдулазизом. Она является матерью Валида бин Талала, Халида бин Талала и Реемы бент Талал.
Бахья Сольх аль-Асад состоит в браке с Саидом аль-Асадом, бывшим ливанским послом в Швейцарии и бывшим членом парламента. У них двое сыновей и две дочери.
Его младшая дочь Лейла ас-Сольх Хамад была одной из двух первых женщин-министров в правительстве Омара Караме.

## Память
Британский журналист Патрик Сил издал книгу «Борьба за независимость арабов» (2011), посвящённую истории Ближнего Востока от последних лет существования Османской империи до 1950-х годов и сделал акцент на влиянии личности Сольха на получение независимости Ливаном.
Площадь в центре Бейрута названа в честь Риада ас-Сольха.